# Bruno De Simpel
Bruno De Simpel (Waasten,  26 juni 1832 - Brugge, 7 december 1902) was een Belgisch kunstschilder, behorende tot de zogenaamde Brugse School.

## Levensloop

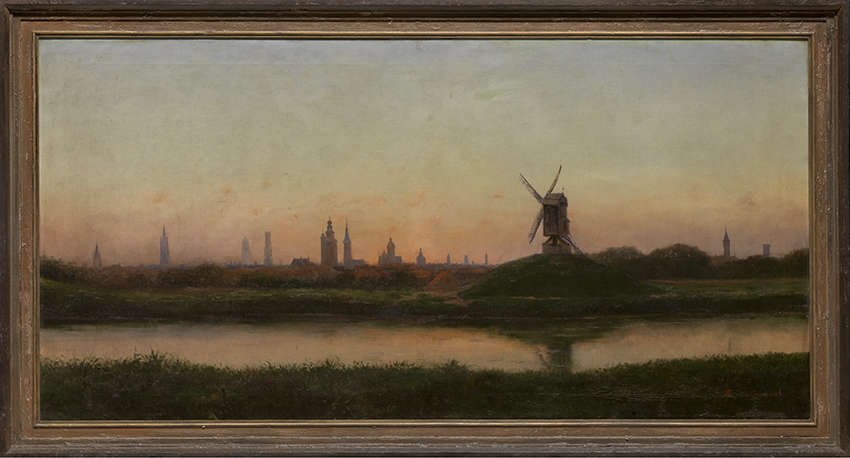
Gezicht op Brugge, Kruisvest

De Simpel behoorde tot een familie van belangrijke grondeigenaars en ambtenaren. Bij wie hij het schilderen leerde is niet bekend. Hij trouwde in 1885 met Marie-Joséphine Le François (†1905), die eveneens tot aristocratische milieus behoorde. Het schilderen, dat hij actief beoefende, was dan ook voor hem geen beroepsbezigheid.
Het echtpaar woonde aan de Woensdagmarkt 8. Hij nam deel aan enkele van de jaarlijkse tentoonstellingen van de Cercle Artistique Brugeois.
Zijn overlijden werd bij de stad aangegeven door kapitein van de Lansiers Henri Franquet en door baron Felix van Zuylen van Nyevelt. Zijn weduwe schonk verschillende van zijn werken aan de stedelijke musea:
- Brugs panorama, met zicht op de molens.
- Ruïne van de oude kerktoren van Dudzele.
- De nieuwe kerk van Dudzele.
- De kerk van Lissewege.
- Panorama's vanop de Brugse molenwallen.
- Panorama van de stad vanaf de Begijnenvest.
- De Minnewaterbrug met het panorama van de stad zoals ze was in 1562.